# かくは宮川
かくは宮川（かくはみやがわ）は、弘前市に出店していた日本の百貨店である。

## 歴史・概要
江戸時代に弘前藩御用達の商人であった宮川家が1901年（明治34年）呉服商に転じて開いた「かくは宮川呉服店」が従来の本支店を統合して、弘前市一番町に弘前では随一の高さであった鉄筋コンクリート造3階建て延坪数540坪（約1782m2）でエレベーターも備えた新店舗を1923年（大正12年）1月25日に完成させ、1923年（大正12年）2月1日に東北では初の鉄筋コンクリートの百貨店を開いたのが始まりである。
営業初日には多数の買い物客が押しかけて大混乱が生じるほど好調にスタートし、1935年（昭和10年）には5階建てに増築し多くの買い物客を集めていた。
第2次世界大戦では弘前は空襲にあわなかったため店舗は無傷で残ったが、進駐軍の慰安所として接収され返還後に営業を再開することとなった。
屋上遊園地にあった回転木馬などの遊具が評判で、所得向上に伴う消費ブームが起きた昭和30年代には土手町商店街を代表する百貨店として弘前市民の娯楽場として親しまれ、1959年（昭和34年）には青森県で初めてパートタイマーの採用を行ったり、1965年（昭和40年）のリニューアル時にはエスカレーターを設置するなど半世紀以上にわたって営業を続けたが、1978年（昭和53年）に建物の老朽化が進み、消防設備の整備が難しいとして閉店した。
この間の1937年（昭和12年）に成立した「百貨店法」で加盟が義務付けられたため、1938年（昭和13年）に日本百貨店組合が設立されると同時に松木屋や菊屋百貨店と共に加盟したほか、戦後開業した「新幸百貨店」や五所川原市から進出した中三、青森市から進出したカネ長武田などのライバルが登場している。

## ハイ・ローザ
「かくは宮川」の跡地に1980年（昭和55年）に開業したファッションビルで弘前のアルファベットHIROSAKIを英語式に詠んで名付けられていた。
この店舗は若者向けを中心とする75のテナントが入居して当初は人気を集めたが、1994年（平成6年）3月4日にダイエーが進出して1976年（昭和51年）に進出していたイトーヨーカドーと共に弘前駅前が商業の中心となったことや、1993年（平成5年）10月にビブレ(現在のさくら野百貨店弘前店)が土手町の店舗を廃止して郊外に移転し、1997年（平成9年）五所川原市に郊外型ショッピングセンターエルムの街が出来るなど郊外への商業機能の流出が生じるなどして土手町商店街の集客力が低下し、同じ土手町商店街あった中三が対抗して1995年（平成7年）に増床するなどして競合が激化した為、1998年（平成10年）6月に閉鎖に追い込まれている。

## ドテヒロ

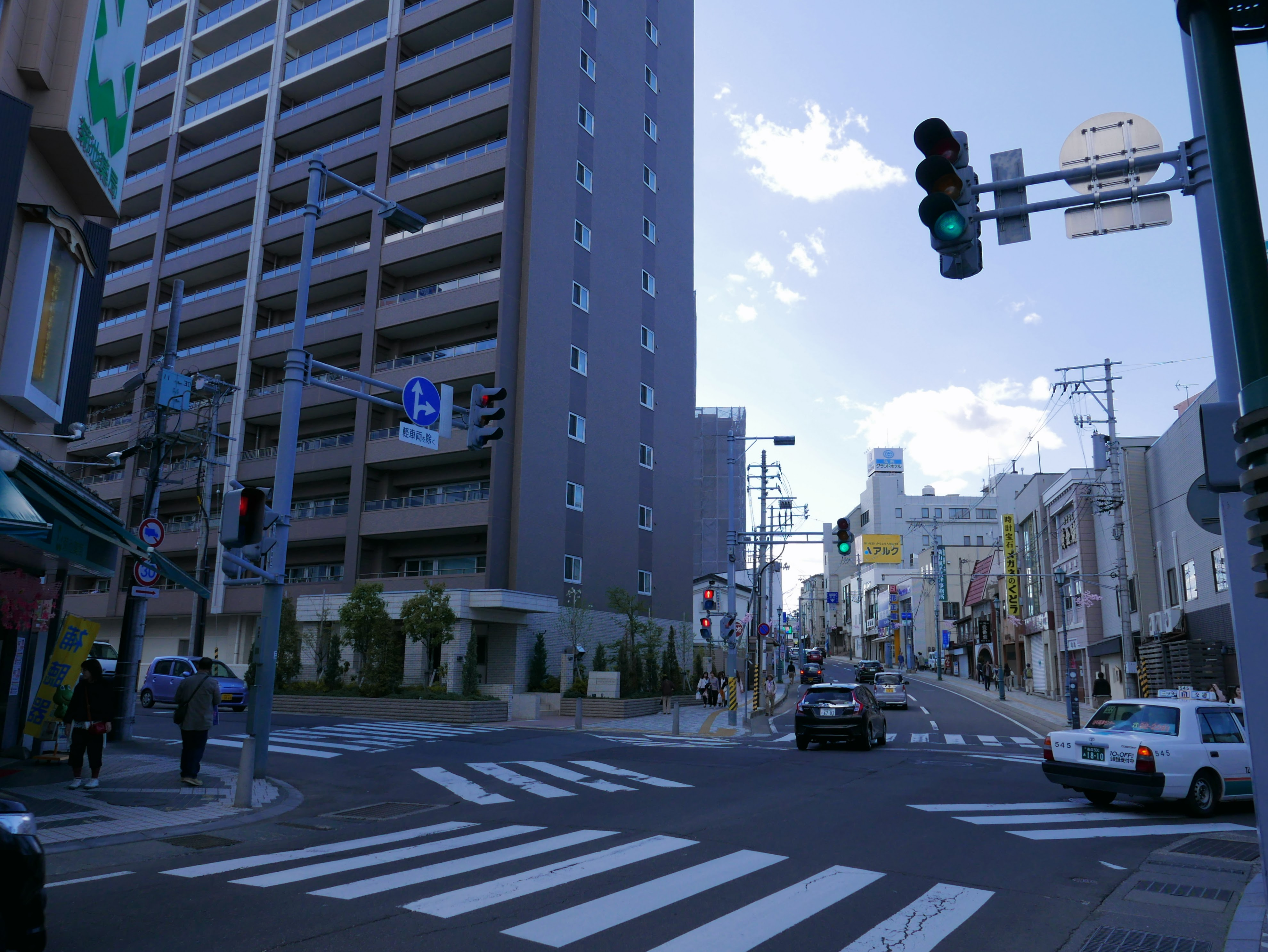
跡地にはマンションが建設された(写真左)。2017年撮影。

更地化されていた「ハイ・ローザ」の跡地を取得した弘前商工会議所が開いた屋台村だったが閉鎖され、2011年（平成23年）3月28日にマンション業者へ売却された。

## 博物館などでの展示
東北最初の鉄筋コンクリートの百貨店で半世紀以上にわたって市民に親しまれたことから、青森県立郷土館や弘前市の「追手門広場ミニチュア建造物」などに店舗のミニチュア模型が展示されているほか、ポスター、絵葉書、絵画「かくは宮川風景」（竹森節堂筆）などの資料が残っていて「弘前城築城400年祭記念事業 企画展 弘前の町並み」（弘前市立博物館、2010年（平成22年）4月3日 - 2010年（平成22年）5月30日開催）などで展示されている。

## 弘前市出身の作詞家三浦徳子との関係
かくは宮川の近隣にある弘前中央高校に、作詞家三浦徳子が在籍したのは１９６４年から１９６７年頃であるが、彼女が１９８０年に松田聖子に書き下ろした「ウインター・ガーデン」の歌詞には、屋上遊園地の食堂と思われる窓から、クリスマスの歌が流れるメリーゴーランドを眺める様子や、眼下に広がる雪の降りだした街を眺める様子が描かれている。